# Miconia papillosa
Miconia papillosa là một loài thực vật có hoa trong họ Mua. Loài này được (Desr.) Naudin mô tả khoa học đầu tiên năm 1851.